# Герб Республіки Комі

Герб Республіки Комі

Герб Респу́бліки Ко́мі є державним символом Республіки Комі. Прийнято 6 червня 1994 року. Зареєстрований під № 153 у Геральдичному регістрі РФ.

## Опис
Герб Республіки Комі являє собою виконане за мотивами пермського звіриного стилю зображення золотого хижого птаха, поміщеної на червоному геральдичному щиті; на грудях птаха — лик жінки в обрамленні шести лосиних голів.